# Aeroportul Balıkesir Koca Seyit
Aeroportul Balıkesir Koca Seyit (IATA: EDO, ICAO: LTFD) este un aeroport din Edremit⁠(d), Provincia Balıkesir, Turcia ce deservește zona Edremit⁠(d). Aeroportul a fost tranzitat în 2022 de 223.537 de pasageri. A fost deschis în 1997 și numit după Seyit Ali Çabuk.
Situat la o altitudine de 15 m, aeroportul dispune de o singură pistă. Este operat de General Directorate of State Airports (Turkey)⁠(d).